# Fundació Mercè Rodoreda
La Fundació Mercè Rodoreda és un organisme privat que fou constituït per l'Institut d'Estudis Catalans el 25 de març de 1992. La Fundació és l'hereva dels drets intel·lectuals de Mercè Rodoreda i Gurguí i té en el seu haver l'arxiu personal de l'autora i una biblioteca complementària que es trobà a la seu de la Fundació Rodoreda, que és la mateixa que la de l'IEC. La Fundació consisteix en un patronat format per un president, un vicepresident, un secretari, un tresorer, uns patrons nats i uns patrons selectius, a més d'una comissió tècnica.
Els objectius de la fundació són cinc. El primer és organitzar els Premis Fundació Mercè Rodoreda, que s'atorguen a treballs d'investigació sobre la narrativa del segle xx. El segon és la d'oferir ajuts per a la recerca i investigació sobre la literatura del segle xx, però especialment en els treballs sobre l'obra i divulgació de l'autora. El tercer és la creació d'una biblioteca i un arxiu que reculli totes les publicacions de Mercè Rodoreda, totes les traduccions de la seva obra i també qualsevol tipus de material relatiu a l'autora. El quart és custodiar els documents de la senyora Mercè Rodoreda i Gurguí que siguin de titularitat de la Fundació i dels altres que li siguin confiats. Finalment es compromet a organitzar activitats relacionades amb la divulgació de l'obra de l'escriptora i de la literatura catalana.
La seu de la Fundació Mercè Rodoreda és a la seu de l'Institut d'Estudis Catalans, al Carrer del Carme de Barcelona. En aquest edifici hi ha l'espai dedicat a l'arxiu, la biblioteca i la secretaria. El 2017 va renovar la seva pàgina web.